# Hegedušić
Hegedušić je priimek več oseb:
- Hrvoje Hegedušić, hrvaški glasbenik, producent, kantavtor
- Krsto Hegedušić  (1901—1975), hrvaški slikar, akademik
- Vlasta Hegedušić (1930—2002, Mb), hrv.-slovenska kostumografinja, scenografinja in slikarka
- Zvjezdana Brajnović (r. Hegedušić) (1936—2022), hrvaška slikarka